# Setyøursails
Setyøursails (stilisiert als SETYØURSAILS) ist eine vierköpfige, englischsprachige Metalcore-Band aus Köln, Deutschland.

## Geschichte
Die Band wurde 2017 von Sängerin Jules Mitch und Gitarrist André Alves Rodrigues in Köln gegründet. Die Band gab bis 2021 hauptsächlich Konzerte in Jugendzentren und auf kleineren Festivals und veröffentlichte am 8. November 2018 in Eigenregie ihr selbstproduziertes Album Enough. Am 21. Januar 2021 verkündete die Band, dass sie einen internationalen Plattenvertrag mit Napalm Records unterschrieben hat. Etwa zeitgleich unterschrieb die Band bei der Bookingagentur Extratours.
Am 21. Januar 2022 erschien mit Nightfall das erste Album der Band. Das Album erlebte in der Metal-Szene Anerkennung und wurde u. a. vom Musikmagazin Metal Hammer als eines der Top-Alben des Jahres 2022 und die Band als beste Newcomer-Band gelistet. Die Band tourte bisher unter anderem mit Annisokay und Future Palace durch Europa und war als Vorgruppe auf der Jubiläumstour der Emil Bulls. Die Band gastierte auf einigen Festivals, unter anderem beim Full Force Festival, dem Reload Festival und dem Traffic Jam Open Air.
Bis Anfang 2022 waren Pascal Schnitzler (Schlagzeug) und Dominic Ludwig (Bass) Teil der Band. Anfang Mai 2022 gab die Band bekannt, dass die Musiker Henrik Kellershohn (Schlagzeug) und Nicolai Hoch (Bass) nun Teil der Band sind.
2023 tourte die Band mit Cypecore, mit Lord of the Lost und spielte einen vollgepackten Festivalsommer, unter anderem auf dem Summer Breeze. Die Band kündigte im Anschluss auf Social Media an, dass 2024 ein neues Album folgen soll. 
Das Album Bad Blood veröffentlichte die Band am 12. April 2024 auf Napalm Records. Die Band spielte im Anschluss daran die erste eigene, in großen Teilen ausverkaufte Co-Headliner Tour. Darauf folgte der Festivalsommer 2024, unter anderem auf dem Deichbrand, dem Open Flair und weiteren namhaften Festivals.

## Stil
Die Band spielt eine Mischung aus Metalcore, Melodic Hardcore und Post-Hardcore. Die Texte sind auf Englisch und sehr persönlich. Jules Mitch schreibt dabei oft über ihr eigenes Seelenleben und behandelt dabei Themen wie Depression, Angst, Rassismus und dem Anderssein als die breite Masse. Die Band positioniert sich gegen Rassismus, Sexismus und Queerfeindlichkeit.

## Diskografie

### Alben
- 2018: Enough
- 2022: Nightfall
- 2024: Bad Blood

### Singles
- 2018: Enough
- 2018: You Make Me Sick
- 2021: Ghosts
- 2021: Mirror
- 2022: Nightfall
- 2022: Shallow (Original: Lady Gaga & Bradley Cooper)
- 2023: Best of Me
- 2024: Bad Blood
- 2024: Lately
- 2024: Bad Company

### Musikvideos
- 2018: You Make Me Sick
- 2019: Enough
- 2021: Ghosts
- 2021: Mirror
- 2022: Nightfall
- 2022: Shallow
- 2023: Best of Me
- 2024: Bad Blood
- 2024: Lately
- 2024: Bad Company